# Артемьев, Павел Дмитриевич
Па́вел Дми́триевич Арте́мьев (1914 — неизвестно) — советский футболист, нападающий.

## Карьера
В 1936—1937 годах играл за ленинградскую команду «Красная заря»/«Электрик». В 1945 провёл единственный матч за «Зенит» Ленинград — 27 мая в гостевой игре против сталинградского «Трактора» был удалён с поля за удар кулаком.

## Достижения
- Финалист Кубка СССР: 1938